# 吳隆榮
吳隆榮（英語：Wu Long-Rong，1935年2月21日—），台灣畫家，出生於臺北。

## 生平
吳隆榮出生於臺北萬華，自幼喜愛繪畫。畢業於台北師範院校藝術科，1953年任職臺北市大橋國民小學美術教師，之後赴日本進修，1985畢業於日本國立兵庫大學教育研究所取得藝術教育碩士學位。1974年，他與楊三郎、李梅樹、顏水龍等共同創立「中華民國油畫學會」，每年舉辦全國油畫大展。
吳隆榮於1980 年創立第一個國小美術實驗班，他接手「中華民國兒童美術教育學會」後舉辦中華民國世界兒童畫展多年，選送作品參與國際兒童美展，致力推動兒童美術教育，讓台灣學童有與國際交流和觀摩的機會。他曾獲得吳三連獎、國家文藝獎、省展、教員美展、臺陽美展等獎項。

## 創作風格
吳隆榮作品早期以寫生為主，後以舞台劇、電視螢幕的色光呈現為發想，逐漸嘗試以色光分割畫面的創作方式，注重視覺立體分割效果。他早期使用畫筆創作，因畫筆無法呈現想要的效果，於是改用畫刀作畫成為個人特色。國立臺灣美術館館長陳貺怡論其作品風格「吳隆榮以畫刀開創出一己獨特的風格，50年來他以對繪畫的獨特看法，逐漸構築出一個平衡純淨的折衷主義的世界。」
從1971年開始，吳隆榮陸續為政府機關及學校創作多幅大型壁畫，例如位於228公園的「錦繡前程」及「飛向陽光」、臺北市圖書館總館的「讀書樂」，以及埔里中台禪寺的「釋迦如來八相成道圖」等。 